# Kaiserdamm

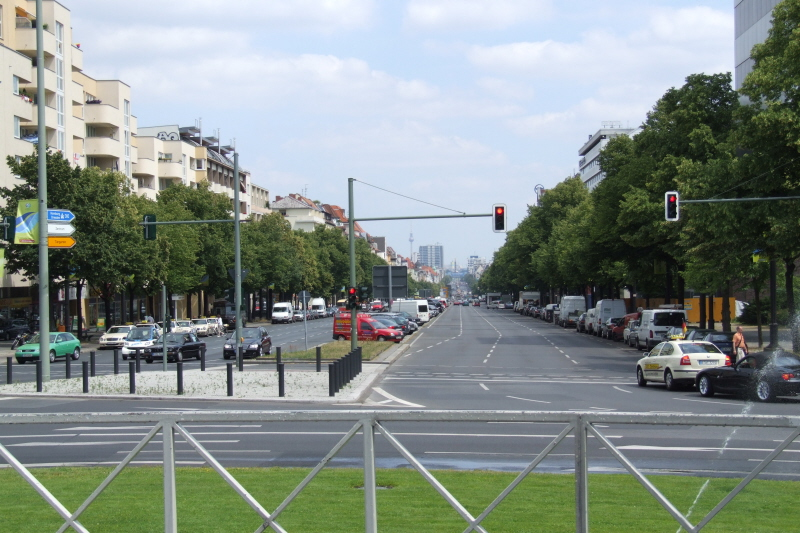
Blick öster ut från Theodor-Heuss-Platz

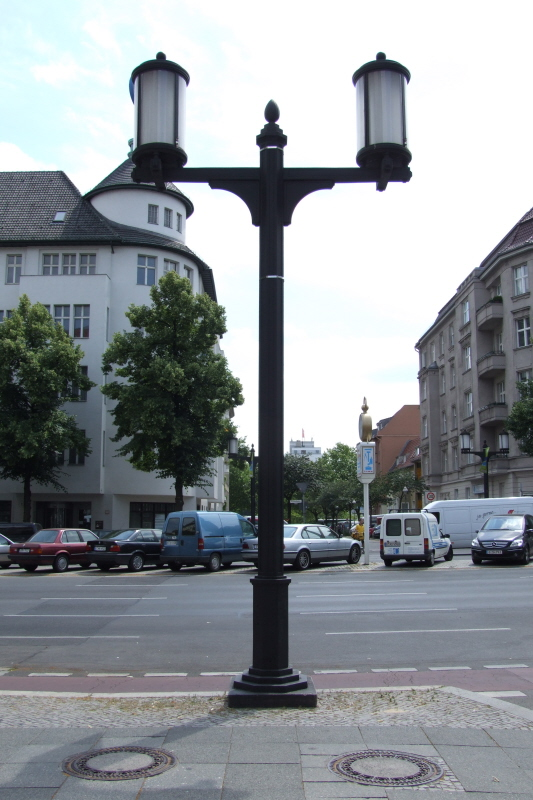
Gatlyktorna.

Kaiserdamm i stadsdelen Charlottenburg i Berlin är en paradgata anlagd på önskan av kejsaren (Kaiser) Wilhelm II. Den stod klar 1906. 
Kaiserdamm är en förlängning av Bismarckstrasse. Kaiserdamm var under Tredje riket en del av Ost-West-Achse och byggdes om bland annat med de typiska gatlyktorna som även finns på Strasse des 17. Juni. 1967 försökte man byta namn till Adenauerdamm men namnet ändrades tillbaka redan 1968.
Kaiserdamm börjar vid Sophie-Charlotte-Platz och är fortsättningen på  Unter den Linden - Strasse des 17. Juni - Bismarckstrasse. Sedan 1950 är Theodor-Heuss-Platz det västliga slutet. 

## Kommunikationer
| Linje | Station    |
| U2    | Kaiserdamm |